# Jamesiella chaverriae
Jamesiella chaverriae är en lavart som beskrevs av Chaves, Umaña & Lücking. Jamesiella chaverriae ingår i släktet Jamesiella och familjen Gomphillaceae.   Inga underarter finns listade i Catalogue of Life.